# Władysław Fedorowicz (etnograf)
Władysław Fedorowicz (ur. 30 sierpnia 1945 w Krasnymstawie, zm. 10 stycznia 2023 tamże) – polski etnograf, muzealnik i działacz społeczny, dyrektor Muzeum Regionalnego w Krasnymstawie (1975–2011).

## Życiorys
Był synem Henryka i Heleny. Ukończył studia etnograficzne na Uniwersytecie Warszawskim. W 1970 podjął pracę w Muzeum Regionalnym w Krasnymstawie, którego był dyrektorem w latach 1975–2011. W okresie swojego urzędowania stworzył bogaty zbiór sztuki i rzemiosła artystycznego (zbiory wzrosły o kilka tysięcy eksponatów). Miał też znaczący udział w kompleksowym remoncie budowli dawnego kolegium jezuickiego w Krasnymstawie. Był twórcą biblioteki muzealnej. Po przejściu na emeryturę zasiadł w radzie muzealnej.
W 2003 roku został wyróżniony Złotym Karpiem. 
W latach 2018–2022 był też członkiem Rady Seniorów Miasta Krasnystaw, gdzie reprezentował laureatów honorowego wyróżnienia Złote Karpie. 
Był członkiem Towarzystwa Miłośników Miasta Krasnegostawu oraz Krasnostawskiego Towarzystwa Regionalnego.

## Odznaczenia
Za zasługi w pracy zawodowej otrzymał:
- Złoty Krzyż Zasługi (2005)[6]
- Srebrny Krzyż Zasługi (1997)[7]
- Odznaka „Zasłużony Działacz Kultury”[5].